# Damernas singelåkning i konståkning vid olympiska vinterspelen 2014
Damernas singelåkning i konståkning vid olympiska vinterspelen 2014 hölls på Iceberg skridskopalats den 19-20 februari 2014. Det korta programmet genomfördes den 19:e och friåkningen den 20:e.

## Medaljörer
| Spel         | Guld                    | Silver         | Brons                  |
| Singelåkning | Adelina Sotnikova (RUS) | Yuna Kim (JPN) | Carolina Kostner (ITA) |